# Cofanetto Franks

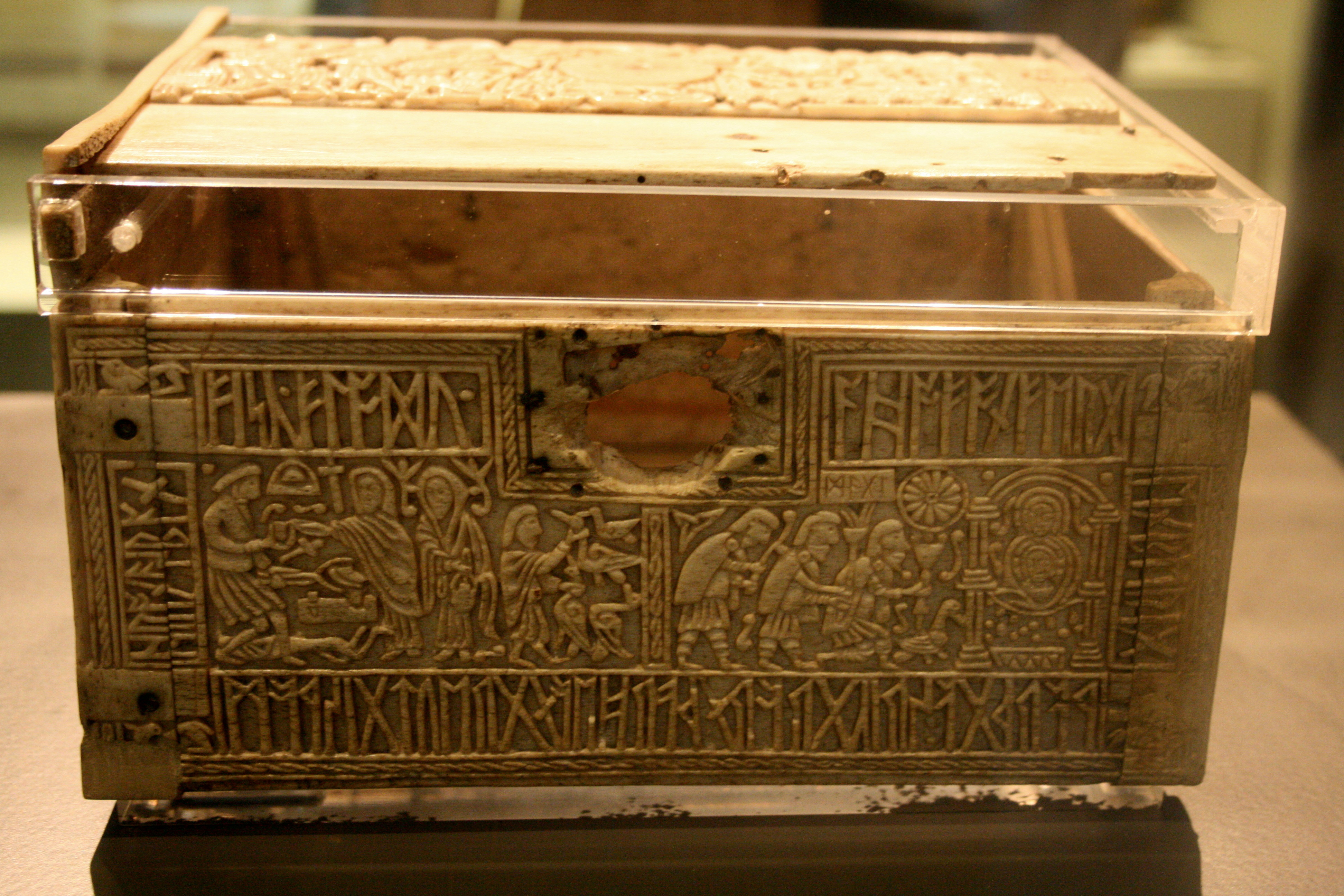
Il Franks Caskets è esposto al British Museum. Pannello frontale e coperchio

Il Franks Casket (o Cofanetto Auzon) è un piccolo scrigno anglosassone fatto di ossa di balena risalente agli inizi dell'VIII secolo, ora è custodito nel British Museum. Il cofanetto è fittamente decorato con bassorilievi di episodi narrativi e iscrizioni prevalentemente in rune anglosassoni. Generalmente si suppone provenga dalla Northumbria ed è di incredibile valore per gli studi sugli albori dell'arte e della cultura anglosassone. Sia l'identificazione delle immagini sia l'interpretazione delle iscrizioni runiche sono state molto importanti per l'avanzamento in questi campi.
L'opera presenta diverse influenze culturali e tematiche. Include una singolare rappresentazione cristiana, l'adorazione dei Re Magi insieme a rappresentazioni derivanti dalla storia romana (imperatore Tito), dalla mitologia romana (Romolo e Remo) e da almeno una delle leggende appartenenti alle credenze delle popolazioni germaniche: quella di Weland il fabbro. Tra le varie interpretazioni figurano un episodio della legenda di Sigurd, uno sconosciuto della vita di Egil, fratello di Weland, una leggenda omerica riguardante Achille, e forse anche un'allusione alla leggendaria fondazione dell'Inghilterra di Hengist e Horsa.
L'iscrizione "mostra un deliberato virtuosismo linguistico e alfabetico; nonostante sia scritta maggiormente in inglese antico e in alfabeto runico, l'artista ha inciso anche parti nell'alfabeto latino e romano, poi nuovamente in rune concludendo in lingua latina". Alcune rune sono intagliate capovolte o al contrario.

## Storia

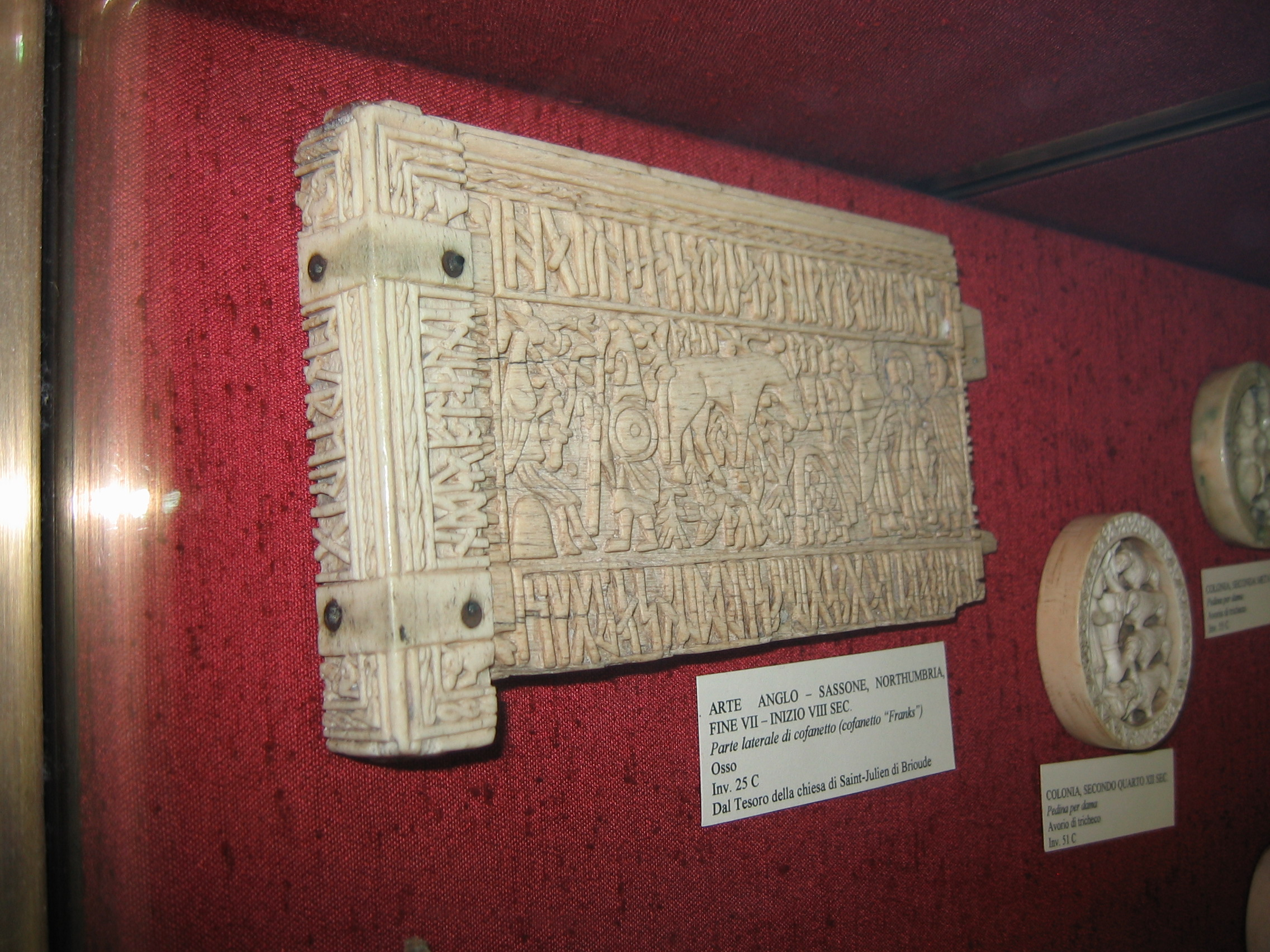
Il pannello di destra originale, esposto al Museo nazionale del Bargello, Firenze

È generalmente accettato che lo scrigno servisse per la vita monastica, forse come sostegno per un'importante figura mondana, e particolarmente indicato sembra essere l'episodio della fondazione di Ripon da parte di Vilfrido di York. La storia post medievale dello scrigno è sconosciuta sino alla metà del XIX secolo, quando le investigazioni di W.H.J. Weale ne hanno dimostrato l'appartenenza alla chiesa di Saint-Julien a Brioude; È possibile fosse stato depredato durante la rivoluzione francese. La proprietà passò ad una famiglia di Auzon, un villaggio nella regione francese dell'Alta Loira. Viene usata come scatola per il cucito fin quando i cardini e altri pezzi argentati che tenevano insieme i pannelli furono scambiati per un anello d'argento. Senza il loro supporto lo scrigno si ruppe. Le parti furono mostrate a un certo professor Mathieu della vicina Clermont-Ferrand, che le vendette a un antiquario di Parigi dal quale furono acquistate nel 1857 da Sir Augustus Wollaston Franks, che successivamente le donò nel 1867 al British Museum, dove fu curatore della collezione medievale e del Regno Unito. Il pannello di destra fu ritrovato più tardi in un cassetto dalla famiglia di Auzon e venduto al Museo nazionale del Bargello di Firenze, dove fu identificato come parte dello scrigno nel 1890. L'esposizione del British Museum include un suo calco.

## Descrizione
Sono presenti altri "tituli" all'interno del campo dell'immagine, che identificano alcune figure sottostanti non dettagliate. Manca la placca fatta in vari metalli preziosi che sicuramente adornava inizialmente lo scrigno, e sembra che originariamente fosse stato dipinto.
Il cofanetto è chiaramente fatto su modello degli scrigni tardo antichi in avorio come quello di Brescia; lo Scrigno di Veroli, custodito al V&A Museum, ne è un'interpretazione bizantina classicheggiante realizzata intorno all'anno 1000.

## Interpretazioni
Leslie Webster pensa che il cofanetto sia stato creato per un contesto monastico, nel quale il creatore "possedeva chiaramente grandi doti e ingegnosità per fabbricare un oggetto così visivamente e intellettualmente complesso. È generalmente accettato che le scene tratte da tradizioni diverse fossero state scelte attentamente per contrastarsi a vicenda e dare l'idea di una serie onnicomprensiva di messaggi di cristianità. Quello che inizialmente era visto come un assemblaggio eccentrico e abbastanza casuale di storie pagane, germaniche e cristiane è ora inteso come una serie sofisticata e perfettamente in accordo con il concetto che la chiesa aveva sulla storia dell'universo. Potrebbe esser servito per contenere un libro, forse quello dei salmi, ed esser stato presentato come un "recipiente mondano, probabilmente reale"

### Pannello frontale

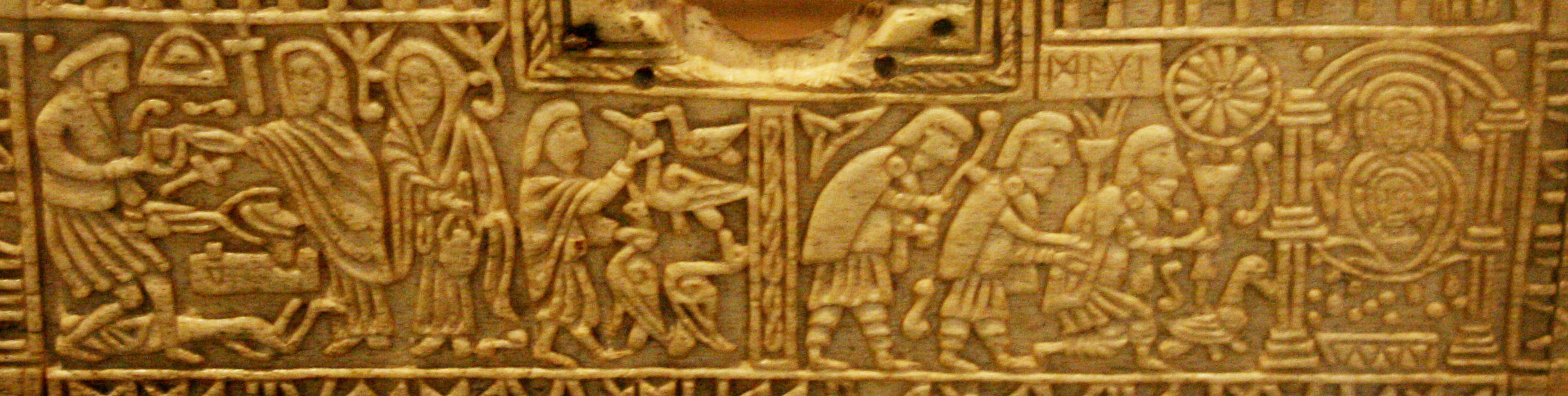
Dettaglio del pannello frontale che rappresenta la legenda germanica di Weland il fabbro e l'adorazione dei Magi cristiana.

Il pannello frontale originariamente aveva una serratura e presenta nella parte sinistra elementi della leggenda germanica di Weland il fabbro, mentre a destra l'adorazione dei Magi. Weland (pronunciato anche Wayland, Weyland o Welund) sta all'estrema sinistra nella fucina come servo di re Niðhad, che ha ricevuto il colpo mutilante che lo ha storpiato. Sotto la fucina c'è il corpo senza testa del figlio di Niðhad ucciso da Weland, il quale fa un calice col teschio del cadavere; la sua testa è probabilmente l'oggetto tenuto tra le pinze da Weland. Con l'altra mano Weland offre il calice contenente birra avvelenata a Bodvild, la figlia di Niðhad, la quale una volta incosciente sarà violentata dall'eroe. C'è un'altra figura femminile nel centro della scena, forse un'aiutante di Weland, o di nuovo la stessa Bodvild. A destra della scena Weland (o suo fratello) cattura uccelli per poi fabbricare delle ali, con le loro piume, per poter scappare.
In netto contrasto, la parte destra della scena mostra uno dei più comuni soggetti cristiani rappresentati a quel tempo; tuttavia qui "la nascita di un eroe redime peccati e sofferenze". I tre re Magi sono identificati dall'iscrizione "magi", e guidati dalla stella cometa si avvicinano alla Madonna sul trono col bambino reggendo i doni tradizionali. L'uccello simile ad un'oca ai piedi del primo re potrebbe rappresentare lo Spirito Santo, che è solitamente rappresentato da una colomba o un angelo. Nonostante la stranezza, l'insieme ha senso per l'epoca.
Intorno al pannello è presente la seguente iscrizione, che non ha nulla a che fare con le scene ma è un indovinello sul fatto che il materiale dello scrigno sia di osso di una balena per giunta arenata.
Fisc flodu ahof   on fergen-berig
Warþ gas-ric grorn   þær he on greut giswom
Hronæs ban.
L'innondazione ha gettato il pesce sulla scogliera montuosa
Il re del terrore si è fatto triste sguazzando tra i ciottoli.
Osso di balena.

### Pannello di sinistra

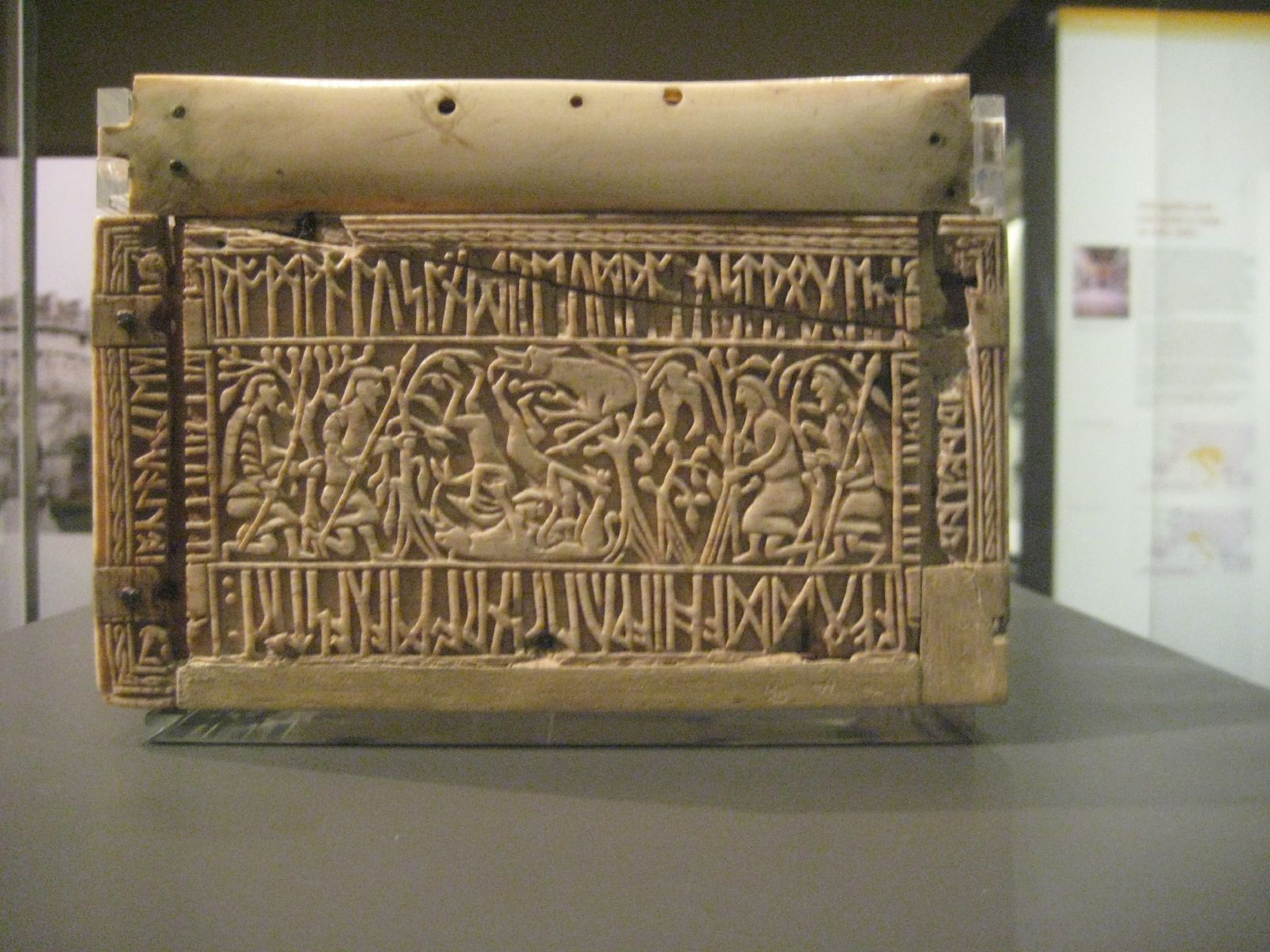
Romolo e Remo rappresentati sul pannello di sinistra.

Il pannello di sinistra rappresenta le mitologiche figure dei fondatori di Roma Romolo e Remo, allattati da una lupa supina sul fondo della scena. Più in alto è presente la stessa lupa o un'altra, e ci sono due uomini con lance che si avvicinano da entrambi i lati. L'iscrizione recita:
Romwalus and Reumwalus, twœgen gibroþær,
afœddæ hiæ wylif in Romæcæstri,
oþlæ unneg.
Romolo e Remo, due fratelli.
una lupa li ha allevati a Roma,
lontani dalla loro terra natia.
Carol Neuman de Vegvar (1999) ha notato che anche alcune opere e monete provenienti dall'Anglia orientale ritraggono Romolo e Remo (ad esempio l'antichissimo bratteato di Undley). La studiosa suggerisce che a causa delle analogie tra la storia di Romolo e Remo e quella dei fratelli che si suppone abbiano fondato l'Inghilterra (Hengist e Horsa), "la legenda di due fratelli emarginati o viaggiatori che guidano un popolo e contribuiscono alla formazione di un regno era probabilmente familiare nel contesto anglosassone dell'VIII secolo intorno al cofanetto Franks e potrebbe essere un monito sulla predestinazione reale."

### Pannello posteriore

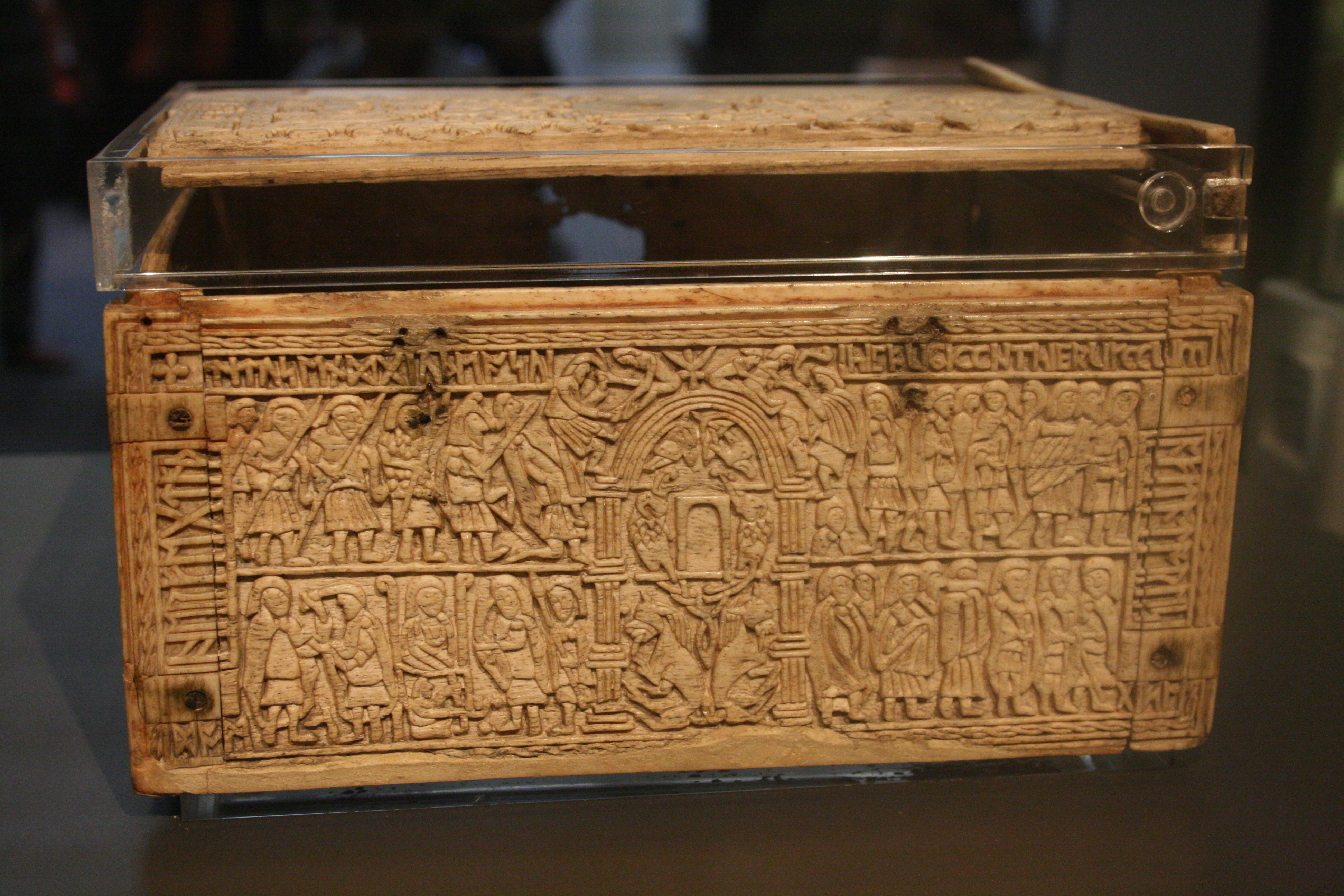
La prima guerra giudaica rappresentata sul pannello posteriore.

Il pannello posteriore rappresenta l'assedio di Gerusalemme da parte di Tito durante la prima guerra giudeo-romana. L'iscrizione è in inglese antico e in latino e parte di quest'ultima è in caratteri romani (sotto in maiuscolo). Infine è presente una trascrizione in caratteri runici di un testo latino. Nell'angolo sul fondo sono presenti due parole isolate; l'iscrizione recita:
her fegtaþ titus end giuþeasu
HIC FUGIANT HIERUSALIM afitatores
dom / gisl
Qui Tito in battaglia contro i giudei:
Qui i loro abitanti scappano da Gerusalemme.
Giudizio / ostaggio.
In alto a sinistra i romani guidati da Tito, in armatura e con la spada sguainata, attaccano un edificio al centro della scena, probabilmente il tempio di Gerusalemme. In alto a destra la popolazione giudea scappa guardandosi le spalle. In basso a sinistra un giudice seduto annuncia "la sventura" o il destino dei giudei sconfitti, che come racconta Flavio Giuseppe saranno venduti come schiavi. Nella scena in basso a destra lo schiavo o ostaggio ("gisl") viene condotto via.

### Coperchio

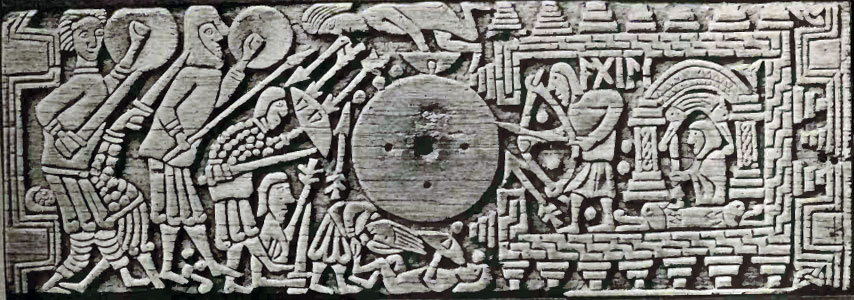
Alcuni studiosi sostengono che sul coperchio del cofanetto sia rappresentata una legenda di Egil altrimenti scomparsa; l'eroe respinge un esercito con arco e frecce e la donna dietro di lui potrebbe essere sua moglie Olrun. Un'altra interpretazione è che la scena rappresenti un frangente della guerra di Troia riguardante Achille.

Il coperchio non è integro. Leslie Webster ha suggerito che potrebbero esserci stati altri pannelli di argento che insieme al resto, avrebbero dato l'intera immagine. La parte centrale rotonda è vuota e si suppone ospitasse il pomello metallico di una maniglia. Il coperchio mostra la scena di un arciere che difende con le proprie forze un fortino contro una truppa d'attacco, che a giudicare dalle proporzioni con l'eroe potrebbe essere di giganti; una targa sull'eroe segna il nome Ægili.
Nel 1866 Sophus Bugge ha approfondito la sua tesi sulla raffigurazione del coperchio con l'impressione che l'arciere in alto sia Egil, il fratello di Weland; ha quindi suggerito che l'opera intagliata racconti una storia che lo riguarda, ma della quale non sappiamo nulla. Il soggetto si difende con frecce e arco. Dietro di lui sembra esserci una donna seduta in casa; probabilmente si tratta della sposa di Egil, Ölrún." Nella mitologia norrena Egil è il fratello di Weland, uno dei protagonisti del pannello frontale; nella Þiðrekssaga è descritto come un maestro arciere e nella Völundarkviða è narrata la sua unione in matrimonio con la fanciulla cigno Olrun. Anche l'iscrizione della fiaba di Pforzen fa riferimenti alla coppia Egil e Olrun (Áigil andi Áilrun) ed è datata all'incirca allo stesso periodo del cofanetto. La pagina web del British Museum e Leslie Webster sono d'accordo sulla già citata tesi che "il coperchio possa rappresentare un episodio relativo all'eroe germanico Egil e riporta solo una targa che recita 'aegili' = 'Egil'."
Josef Strzygowski (citato da Viëtor nel 1904) invece ha proposto che il coperchio rappresenta una scena riguardante la caduta di Troia senza tuttavia elaborare l'ipotesi. Karl Schneider (1959) ha identificato la parola "Ægili" sul coperchio come la traduzione in anglosassone, al nominativo singolare o al dativo singolare, del nome dell'eroe greco Achille. Come nominativo singolare indicherebbe che l'arciere è Achille, mentre al dativo singolare potrebbe rappresentare o che la cittadella appartiene ad Achille o che la freccia che sta per esser scoccata sia per lui. Schneider ha interpretato la scena sul coperchio come l'episodio narrato nell'Iliade del massacro del fratello di Andromaca da parte di Achille a Tebe, con l'eroe nei panni dell'arciere e la madre di Andromaca tenuta prigioniera dietro di lui nella tenda. Amy Vandersall (1975) ha confermato l'ipotesi di Schneider sulla lettura di Ægili come Achille; tuttavia se così fosse il coperchio rappresenterebbe l'attacco dei troiani contro l'accampamento greco, con Teucro nelle vesti dell'arciere greco e la persona dietro di lui (interpretata come una donna dalla maggior parte degli studiosi) come Achille nella sua tenda.
Altri autori vedono sul coperchio un messaggio biblico o cristiano: Marijane Osborn ha osservato che molti dettagli del salmo 90, "specialmente per come appare nella traduzione in inglese antico, [...] potrebbero combaciare con dettagli dell'immagine del coperchio del cofanetto: L'anima difesa nel quinto verso e portata al sicuro [...] nel santuario/rifugio del nono verso, la battaglia spirituale per l'anima dilaga, i missili volanti nel sesto verso e un difensore angelico nell'undicesimo verso." Webster (2012b:46-8) ha notato che la bestia a due teste (scolpita sia sopra che sotto la figura nella stanza dietro l'arciere) appare anche sotto i piedi di Cristo in un'illustrazione del manoscritto Commento ai Salmi di Cassiodoro, proveniente dalla Northumbria e risalente all'VIII secolo. Leopold Peeters (1996:44) avanzò la possibilità che il coperchio rappresenti la sconfitta di Agila I, capo ariano dei visigoti di Spagna romana e Settimania nel 554 dalle forze romane cattoliche.

### Pannello di destra

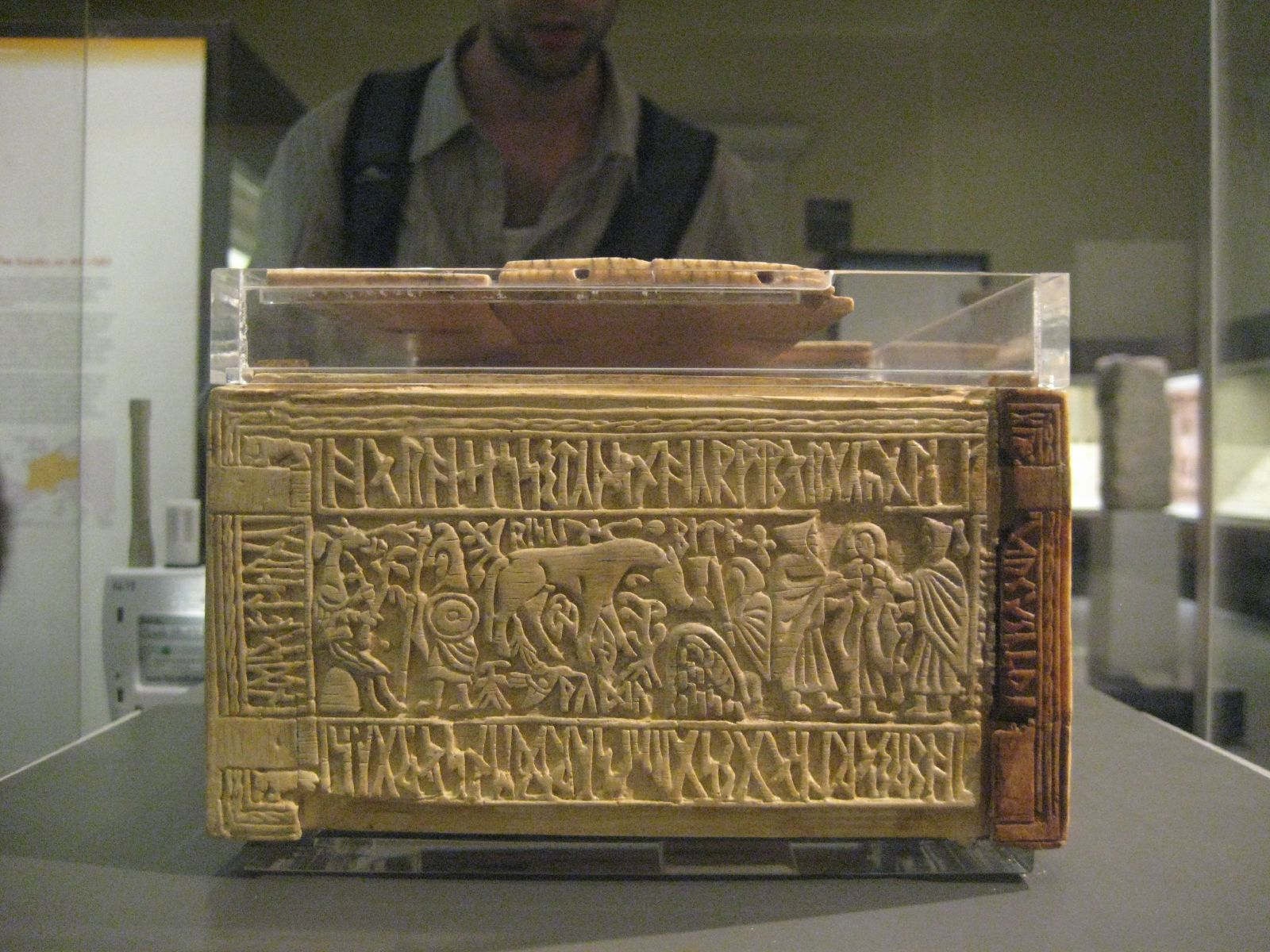
Il calco del pannello di destra a Londra.

Il pannello Bargello è il più controverso sia riguardo all'immagine che ai testi, infatti nessuna delle ipotesi avanzate è abbastanza accreditata. A sinistra una figura animale seduta su un piccolo cumulo tondeggiante affronta un guerriero con elmo e armatura. Nel centro un animale su due zampe, solitamente interpretato come un cavallo, affronta una figura che regge una bacchetta o una spada e che sovrasta qualcosa delimitato da una linea curva. A destra ci sono tre figure: probabilmente quella al centro è tenuta stretta dalle due ai lati.
Raymond Page traduce l'iscrizione come:
Her Hos sitiþ on harmberga
agl[.] drigiþ swa hiræ Ertae gisgraf
sarden sorga and sefa torna.
risci / wudu / bita
Qui siede Hos sul cumulo della disperazione;
Lei soffre angosciosa come Ertae gliel'ha imposto,
un miserabile covo (?legno) di disperazione e tormento per la mente.
fretta / legno / marmocchio;-che morde
È difficile ottenere una traduzione definitiva sia perché le rune non sono separate da spazi, sia perché due caratteri sono rotti o mancanti. Come sfida supplementare, solo sul pannello di destra le vocali sono criptate con una semplice sostituzione di cifre. Tre delle vocali sono rappresentate costantemente da tre simboli invertiti. Tuttavia, due simboli in più rappresentano sia [a] che [æ] e secondo Page, "Non è chiaro quale runa rappresenta l'uno o l'altro fonema. È persino possibile che neanche l'intagliatore le distinguesse davvero."
Page ha scritto, "Non so cosa rappresenti la scena. Studiosi eccitati e fantasiosi hanno avanzato tantissime impressioni ma non sono convincenti." Molte di queste teorie sono qui esposte.

#### Sigurd e Grani?

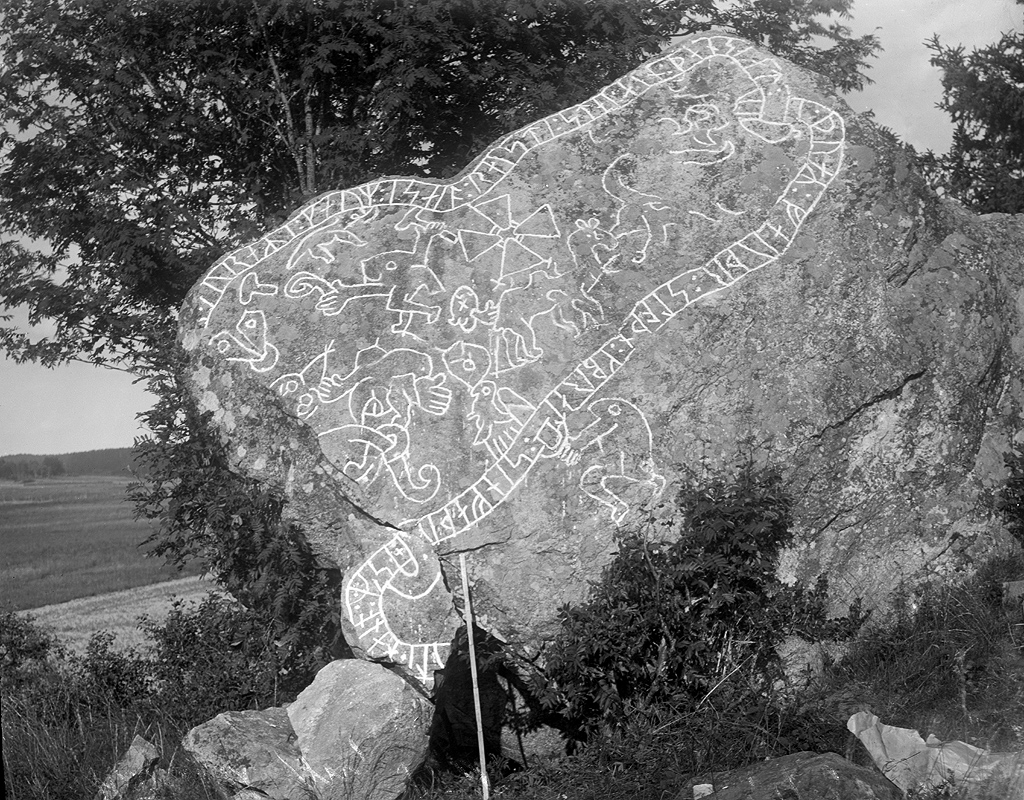
La pietra runica di Sigurd in Svezia orientale rappresenta il suo cavallo Grani.

Nel 1899, Sigurd Söderberg ha proposto che il pannello di destra rappresenta "la raffigurazione di una scena del mito di Sigurd, spiegato da iscrizioni runiche." Nel 1930, Eleanor Clark ha aggiunto: "in effetti, chiunque guardi la figura di un cavallo chinato sulla tomba di un uomo non può fare a meno di ripensare alle parole contenute nel Guthrunarkvitha (II, 5):
La testa di Grani era piegata sull'erba,
il destriero sapeva bene che il suo signore era stato ucciso."
Clark, nell'ammettere che si tratta di una "storia estremamente oscura," ha asserito che la scena dev'esser tratta da una leggenda germanica, e che non ci sono altri casi nell'intera mitologia norrena riguardanti un cavallo che piange su un morto. Ha concluso quindi che la piccola persona senza gambe dentro il tumulo centrale dev'essere proprio Sigurd, le cui gambe sono state strappate via dal lupo menzionato nella storia di Guthrun. Clark ha interpretato le tre figure sulla destra come Gurthrun portato via dalla tomba di Sigurd dai suoi assassini, Gunnar e Hogne, e la figura femminile prima di Grani come la dea norrena Urðr, giudice dei morti. Il guerriero sulla sinistra sarebbe quindi di nuovo Sigurd, ora nuovamente integro per l'oltretomba, e "giubilante sulla via per l'Odainsaker, il reame beato per i mortali che se lo meritano. Il cancello di questo campo beato è sorvegliato da un drago alato che si nutre della vegetazione immortale che cresce solo in quel posto, mentre l'uccello sghignazzante senza corpo denomina il luogo "le mura di Hel."

#### Hengist e Horsa?

Il cavallo bianco del Kent si dice derivi dallo vessillo di Horsa

A.C. Bouman (1965) e Simonne d'Ardenne (1966) hanno invece interpretato lo 'stallone in lutto' (in inglese antico "hengist") nel centro del pannello di destra come Hengist, che insieme a suo fratello Horsa ha condotto per la prima volta le tribù dei sassoni, angli e Juti in Britannia ed è diventato il primo re anglosassone inglese sia secondo 'la storia ecclesiastica di Beda il Venerabile', sia secondo la 'Cronaca anglosassone'. La piccola persona sotto il tumulo sepolcrale sarebbe quindi Horsa, morto nella battaglia di Ægelesthrep nel 455 e sepolto in un tumulo di selce ad Horsted, vicino Aylesford. Bouman ha suggerito che la donna che compiange la sua scomparsa potrebbe quindi essere la famosa sorella di Hengist, Renwein.
Bouman e d'Ardenne hanno identificato la strana creatura a sinistra con testa di cavallo, vesti e atteggiamento da umano e ali di uno spirito come una rappresentazione di Horsa, stavolta nelle sembianze di uno spirito, seduto sul proprio tumulo sepolcrale. Horsa (il cui nome significa cavallo in inglese antico) sarebbe quindi l'"Hos" citato dalle iscrizioni sul pannello, seduto su un cumulo di disperazione." Inoltre i due studiosi hanno notato altre piccole raffigurazioni dei cavalli in ogni angolo del pannello, forse per richiamare il tema dei due famosi equini.

#### Gli dei del bosco?

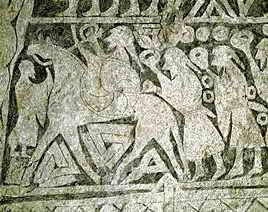
La stele di Tängelgårda presenta due valknut tra le gambe del cavallo come nel pannello di destra del cofanetto Franks. Gotland, Svezia.

Solitamente 'her hos sitæþ' viene letto come "qui siede il cavallo" ma Wilhelm Krause (1959) li ha invece separati in 'herh' (tempio) e 'os' (divinità) e successivamente Alfred Becker (1973, 2002), seguendo l'intuizione di Krause, ha interpretato il primo come 'bosco sacro', ovvero il luogo dove ai tempi dei pagani gli Æsir venivano lodati, ed il secondo come dea o valchiria. Sulla sinistra, un guerriero "ha incontrato la sua fine travestita da mostro spaventoso...come risultato, il guerriero riposa nella sua tomba, collocata al centro della sezione. Sulla sinistra del cumulo c'è un cavallo contrassegnato da due trifogli, i simboli divini... Sul cumulo vediamo un calice, mentre alla sua destra una donna con un bastone. È la sua valchiria, che è scesa da cavallo e gli si avvicina in forma di uccello. In quel punto del racconto la dea è la sua bellissima "sigwif" ("donna della fortuna"), la compagna affettuosa dell'eroe, forse persino la sua amata, che lo rianima con un sorso dal suo calice e lo conduce nel Valhalla. Il cavallo potrebbe essere Sleipnir, il famoso stallone di Odino."
Krause e Becker hanno interpretato i due trifogli o valknut tra le gambe dello stallone come indicatori del regno dei morti; rappresentazioni simili sono visibili sulle steli di Tängelgårda e Stora Hammras, entrambe situate a Gotland, Svezia. Il simbolo è presente su altre due immagini del cofanetto Franks: sul pannello frontale come indicatore del terzo dei Magi, ovvero quello che porta la mirra e sul coperchio, la cui raffigurazione secondo Becker rappresenta il Valhalla.

#### La pazzia di Nabucodonosor?

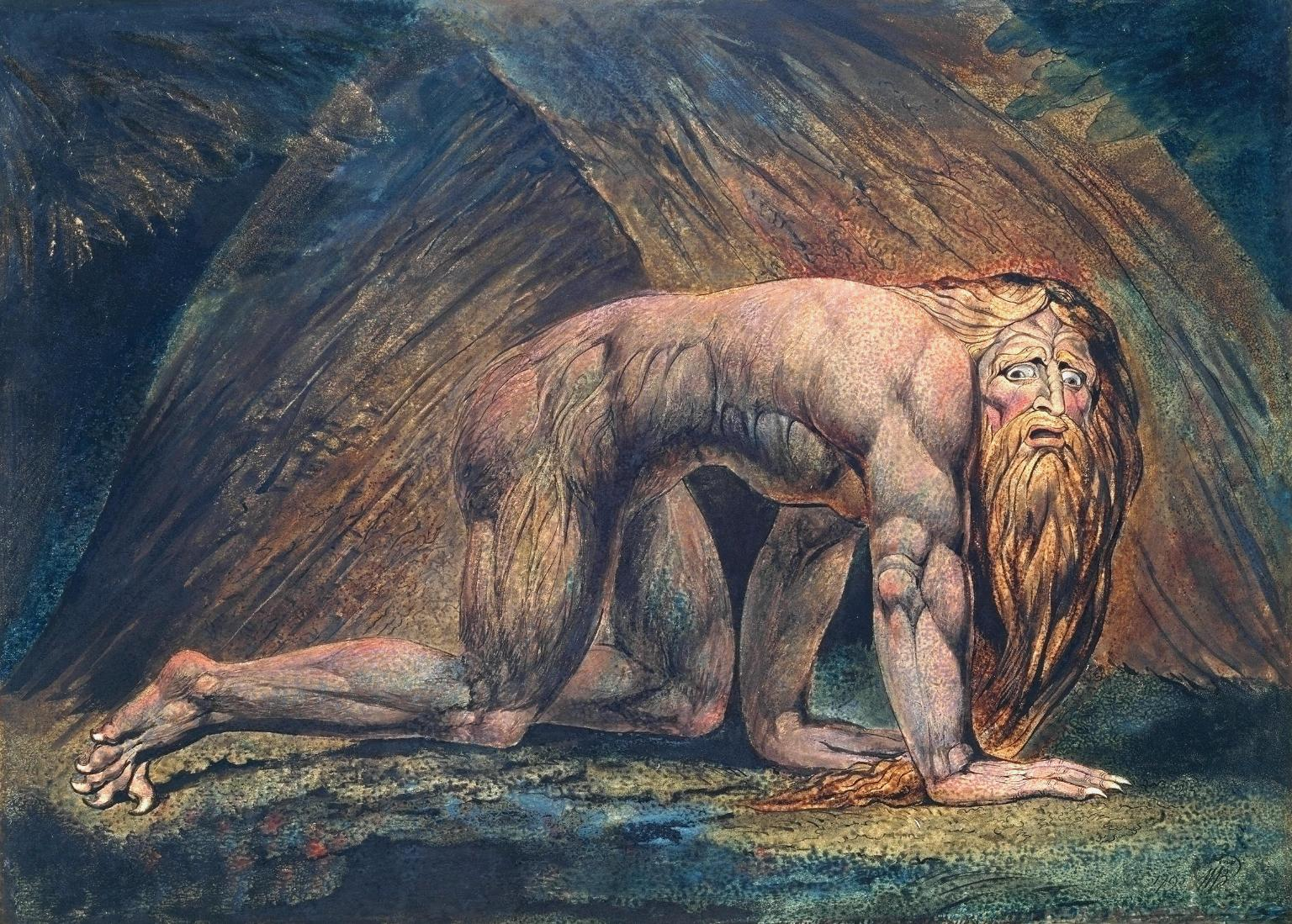
Nabucodonosor di William Blake. (Tate Gallery)

Leopold Peeters (1996) ha proposto che il pannello di destra presenta un'illustrazione scultorea dei capitoli 4 e 5 del libro di Daniele: la creatura selvaggia sulla sinistra rappresenta Nabucodonosor ("Tu sarai cacciato dal consorzio umano e la tua dimora sarà con le bestie della terra; ti pascerai d'erba come i buoi e sarai bagnato dalla rugiada del cielo.". La figura davanti a lui è "il vigilante" che ha decretato il destino di Nabucodonosor in sogno (4.13-31) e il quadrupede al centro della scena rappresenta una delle creature selvagge con cui vive. Alcuni elementi citati da Peeters sono tratti direttamente dal poema in inglese antico basato sul libro di Daniele.
Secondo Peeters, le tre figure sulla destra potrebbero quindi rappresentare la moglie di Baldassar e le sue concubine mentre fanno riti blasfemi e irriverenti (Daniele 5:1-4, 22). Il cadavere nel tumulo al centro rappresenta proprio Baldassar ucciso quella stessa notte, mentre la donna che lo compiange potrebbe essere la regina madre. Le rune criptiche sul pannello potrebbero essere un riferimento alle misteriose scritte apparse sulle mura del palazzo durante i festeggiamenti.

#### La morte di Baldr?

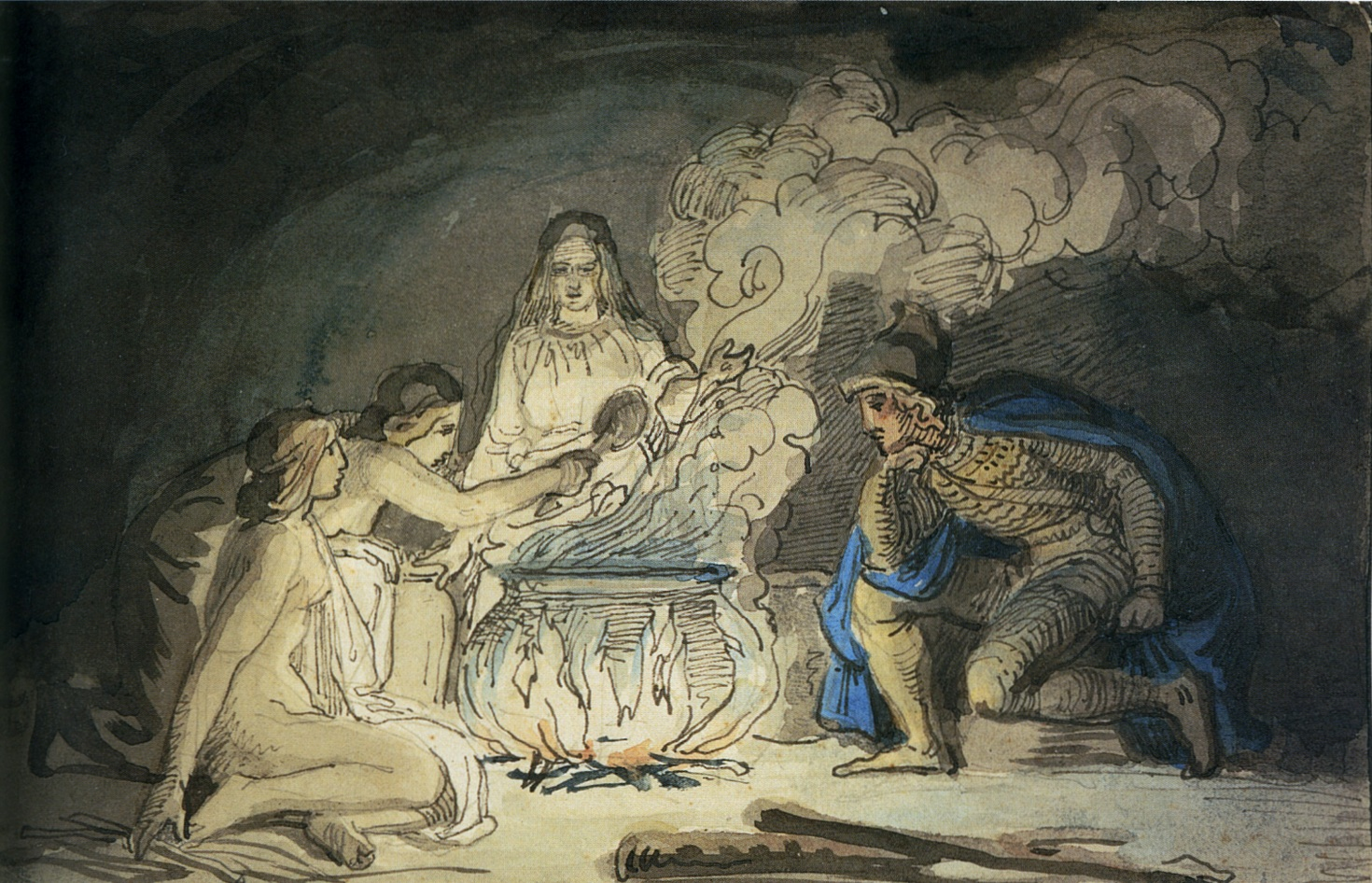
Hother e le fanciulle lignee di Lorenz Frølich

David Howlett (1997) ha identificato le illustrazioni del pannello di destra con la versione della morte di Baldr narrata dallo storico danese Saxo Grammaticus nella sua opera "Gesta Danorum", risalente alla fine del XII secolo. Secondo Grammaticus il rivale di Baldr, Hother, incontra di notte tre fanciulle in un bosco fetido ed umido e da esse riceve un'armatura leggera e una cintura che gli permetteranno di sconfiggere Baldr. Hother ferisce a morte Baldr, che muore tre giorni dopo ed è sepolto sotto un tumulo.
Howlett ha identificato le tre figure sulla destra con le tre fanciulle del bosco (che potrebbero essere le tre Norne) e l'uomo avvolto nel sudario nel tumulo centrale come Baldr. "La donna alla destra del tumulo è Hel, 'Proserpina' nella narrazione di Grammaticus, che profetizza la morte di Baldr e condanna Odino al dolore e all'umiliazione. Lo stallone sulla sinistra del tumulo è Odino, il padre di Baldr." Secondo la storia di Grammaticus a questo punto Odino genera un secondo figlio, Boe (Bous o Váli), per vendicare la morte di Baldr. Howlett ha interpretato il guerriero sulla sinistra come Boe ed "è facile notare che il tumulo è rappresentato due volte e che lo stallone che compiange nel centro del pannello è identico alla figura seduta sulla sinistra, dove conserva la testa e gli zoccoli."

#### La penitenza di Rhiannon?

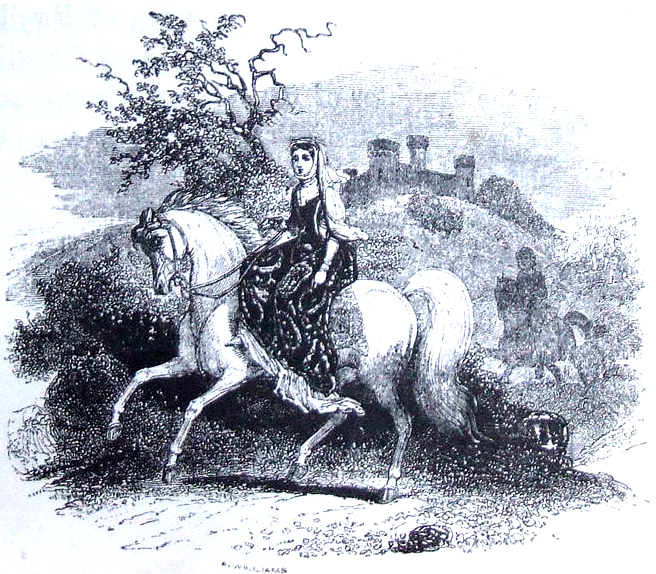
Rhiannon che cavalca ad Arbeth secondo il Mabinogion, tradotto da Charlotte Guest, 1877.

Seguendo Heiner Eichner (1991), Ute Schwab (2008) ha trovato analogie tra la scena centrale e di sinistra con la leggenda gallese di Rhiannon. Come scritto nel Mabinogion, una collezione medievale di antichi racconti gallesi, Rhiannon viene accusata ingiustamente d'aver ucciso e mangiato suo figlio Pryderi, il quale secondo Schwab è rappresentato dal bambino in fasce nel centro. Come punizione, la donna deve "sedere vicino ai massi dove posteggiare i cavalli fuori dai cancelli della corte per sette anni, offrendo ai visitatori di trasportarli sulla propria schiena sino al palazzo, come una bestia da soma... La rappresentazione equina di Rhiannon e la sua taglia hanno portato alcuni studiosi ad identificarla con la dea-cavallo celtica Epona."

#### Satana e la Natività?

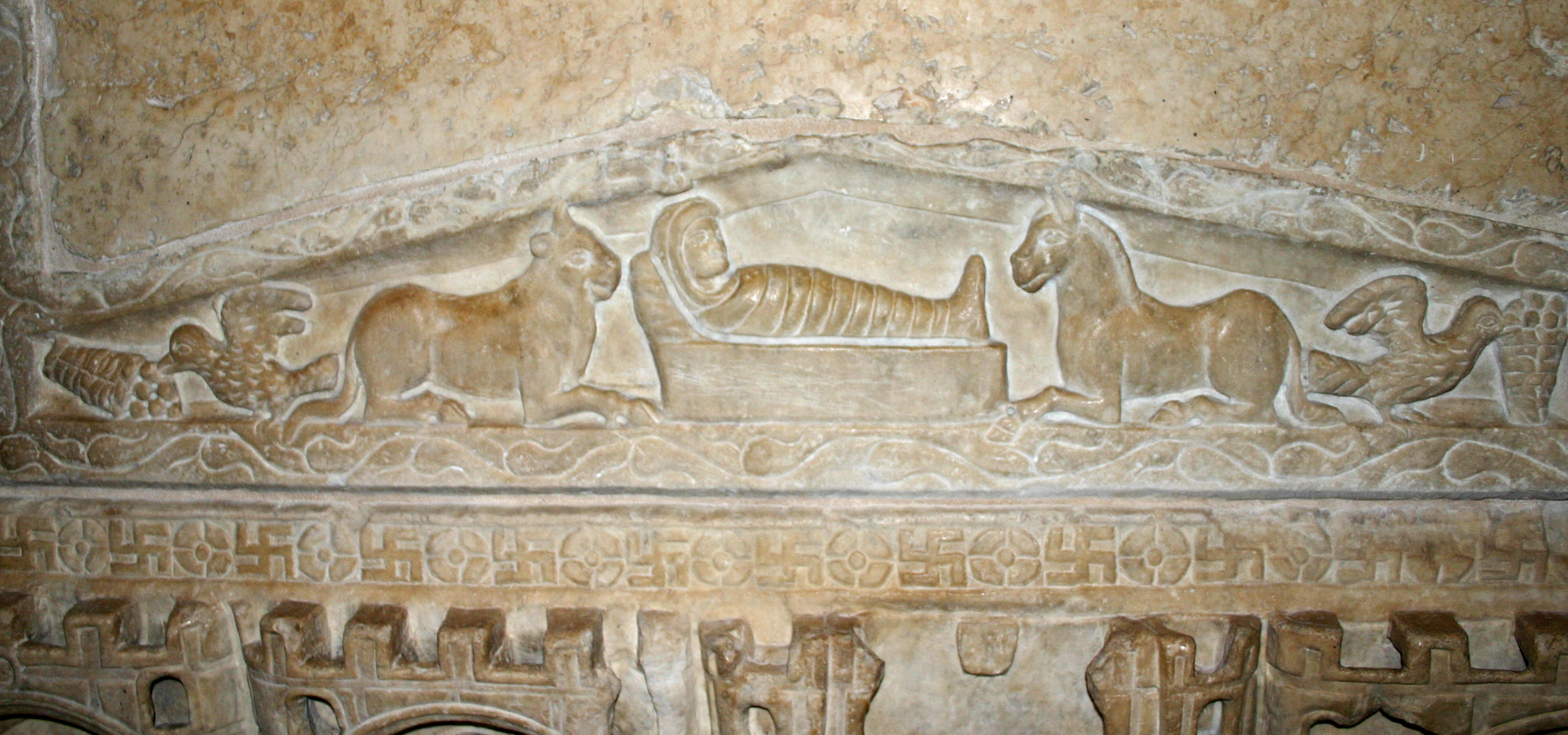
Rappresentazione della Natività, sarcofago cristiano romano risalente al IV secolo.

Austin Simmons (2010) analizza le iscrizioni della cornice nei seguenti segmenti:
herh os-sitæþ on hærm-bergæ
agl drigiþ swæ hiri er tae-gi-sgraf
sær-den sorgæ and sefa-tornæ
Traducendoli come "L'idolo siede lontano sul tremendo colle, soffre l'umiliazione con dolore e rabbia furente come il covo di dolore gli impone." Linguisticamente, il segmento os- rappresenta il prefisso verbale oþ- assimilato alla sibilante seguente, mentre nella seconda parte del secondo verso, "er" è una parola indipendente situata prima di un composto verbale di tre parti (tae-gi-sgraf). La prima parte "tae" è una rara forma della particella-prefisso "to-".
L'iscrizione si riferisce in maniera specifica alla scena sulla sinistra del pannello di destra. Secondo Simmons, l'idolo (herh) è Satana nella forma di un mulo mentre viene torturato dall'inferno personificato e bardato. La scena fa riferimento allo scritto apocrifo vangelo di Nicodemo, un famoso testo medievale tradotto in anglosassone. In una versione della storia della "Discesa di Cristo agli inferi", un inferno personificato incolpa Satana d'aver causato la Crocifissione, che ha permesso a Cristo di discendere nel regno degli inferi e liberare le anime imprigionate. Per questo l'inferno tortura Satana come punizione. Simmons separa le altre scene sulla destra e le interpreta come la rappresentazione della Natività e della Passione.

### Considerazioni runologiche e numerologiche

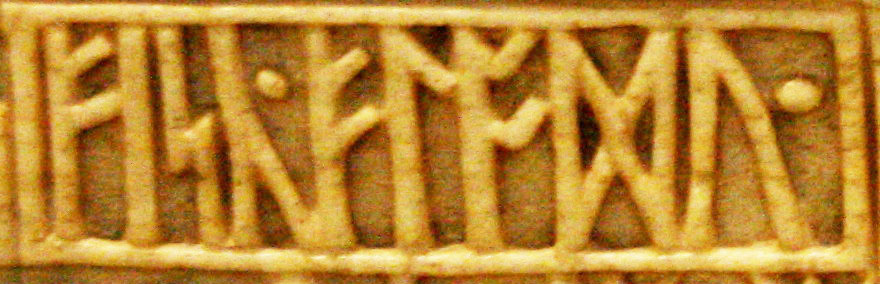
L'iscrizione "Fisc Flodu" sul pannello frontale del cofanetto Franks presenta l'allitterazione sulla runa "feoh", la quale è connotazione di ricchezza o tesoro.

Ogni runa anglosassone è acrofonicamente legata ad un nome in inglese antico che fornisce all'ideogramma una determinata connotazione, come descritto nell'"Old English rune poem". Le iscrizioni sul cofanetto Franks presentano nei versi allitterazioni miranti a dare enfasi ad una determinata runa su ogni lato. Secondo Becker (1973, 2002), esse narrano una storia relativa alle illustrazioni, che a loro volta rappresentano momenti emblematici della vita e dell'oltretomba di un re guerriero. L'iscrizione frontale presenta l'allitterazione sia della runa F-feoh (ricchezza) sia della runa G-gyfu (regalo), in riferimento ai gioielli prodotti da Wayland il fabbro e i regali dei re Magi. "in questa scatola il nostro guerriero ha conservato il suo tesoro, anelli, cinte e bracciali d'oro, gioielli che ha ricevuto dal suo signore, … che li dà ai suoi servitori… questo è feohgift, un dono non solo per rendere fedele questo o quel seguace, ma anche per onorarlo di fronte ai suoi commilitoni nella grande sala." L'iscrizione riguardo a Romolo e Remo presenta l'allitterazione della runa R-rad (viaggio o cavalcata) che rievoca sia quanto i gemelli abbiano dovuto viaggiare lontano da casa sia la chiamata alle armi del padrone. Il pannello di Tito presenta la runa T-tiw (il dio anglosassone della vittoria) a dimostrazione che l'apogeo della vita di un re guerriero è la gloria ottenuta sconfiggendo i suoi nemici. Il pannello di destra presenta prima l'allitterazione della runa H-hagal (tempesta di grandine o sventura), poi della S-sigel (sole, luce, vita) nella descrizione della morte dell'eroe e della sua salvezza finale.
Becker presenta anche un'analisi numerologica dell'iscrizione, notando che sul pannello frontale e su quello di sinistra sono presenti 72 (3 x 24) segni e 288 (12 x 24) su tutto il cofanetto. Tutti questi numeri sono multipli di 24 (3 x 8), il numero runico magico del futhark antico, ovvero il primo alfabeto runico continentale preservato all'interno di quello anglosassone, più esteso. "Per raggiungere determinati valori l'intagliatore ha dovuto scegliere forme alquanto inusuali di parole e ortografia, che hanno rappresentato un rompicapo per intere generazioni di ricercatori."
Osborn (1991a 1991b) è d'accordo sulla natura intenzionale della cifra 72. Tuttavia, "sebbene [Becker] lo veda come un indicatore di magia pagana, io credo non sia tutto qui. Per me è un altro esempio di adattamento del materiale pagano per scopi cristiano evangelici, a mo' di interpretatio romana. L'artista ha usato attentamente le rune aggiungendo i punti sul pannello frontale e riducendone il numero sulla scena di destra con l'uso di rune legate, cosicché ognuna delle tre iscrizioni contenga esattamente 72 elementi. L'associazione più ovvia ad un elemento cristiano riguardo a questo numero è, almeno per gli anglosassoni, con i discepoli missionari incaricati da Cristo oltre ai dodici apostoli. Il numero di questi discepoli è menzionato solo nelle scritture di Luca 10, e ci sono due versioni di questo testo: Nonostante la Bibbia protestante affermi che Cristo incaricò settanta apostoli in più, la versione della Vulgata conosciuta agli anglosassoni specifica settantadue. Commentando questo numero, Beda lo associa alla missione d'evangelizzazione evidentemente verso tutte le nazioni, dato che settantadue erano le nazioni delle genti, un multiplo delle dodici tribù di Israele rappresentate dai dodici apostoli."